# Praepositus sacri cubiculi
Le praepositus sacri cubiculi ou préposite de la chambre sacrée (en grec πραιπόσιτος τοῦ εὐσεβεστάτου κοιτῶνος, praipositos tou eusebestatou koitōnos) est une des hautes fonctions palatines du Bas-Empire romain. Son titulaire est généralement un eunuque agissant comme grand chambellan du palais et exerçant une autorité et une influence considérables. Au VIIe ou au VIIIe siècle, l'appellation praipositos devient par ailleurs un titre réservé aux eunuques servant au palais. Le titre et la fonction sont utilisés dans l'Empire byzantin jusqu'à la fin du XIe siècle.

## Histoire
Le premier titulaire de la fonction à être identifiable de manière suffisamment certaine est Eusèbe, sous l'empereur Constance II (r. 337-361), mais il est possible que la fonction ait été introduite sous l'empereur Constantin Ier (r. 306-337), en remplacement du précédent a cubiculo. Il dirige le corps des cubicularii (κουβικουλάριοι, koubikoularioi), également des eunuques, et est responsable de la chambre impériale, de la garde-robe et des réceptions,. À l'origine placé sous le contrôle du castrensis sacri palatii, il passe rapidement sous l'autorité directe de l'empereur. Sa proximité par rapport à ce dernier lui confère un grand pouvoir, et plusieurs praepositi exercent une influence considérable sur les affaires de l'empire. Dans la Notitia dignitatum, le praepositus est mentionné directement après les préfets du prétoire, le préfet de la Ville et les magistri militum ; toutefois, en raison de la perte de plusieurs pages de la Notitia, la structure de son officium n'est pas connue. Ses assistants principaux sont le primicerius sacri cubiculi et le comes sacrae vestis.
Aux IVe et Ve siècles, le praepositus gagne en pouvoir : à la fin du IVe siècle, il acquiert le contrôle sur les domaines impériaux de Cappadoce (la domus divina per Cappadociam de la Notitia) et est élevé au rang de vir illustris, au même niveau que le quaestor. Un praepositus distinct est par ailleurs établi pour la maison de l'impératrice (praepositus Augustae), avec une structure similaire de fonctions subalternes. Au milieu du VIe siècle, la direction des domaines cappadociens est toutefois confiée à une fonction distincte, responsable du patrimoine impérial, et l'autorité du praepositus décline. 
Aux VIIe et VIIIe siècles, à l'instar de plusieurs autres fonctions administratives, celle de praepositus ou praipositos perd nombre de ses compétences, l'office étant divisé. Les koubikoularioi de la chambre (dits κοιτωνῖται, koitōnitai) passent sous l'autorité du parakoimōmenos, et la garde-robe impériale ([βασιλικὸν] βεστιάριον, [basilikon] vestiarion) sous celle du prōtovestiarios. Le praipositos dirige toujours le reste des koubikoularioi, avec comme assistant principal le primikērios tou kouboukleiou. Il conserve un rôle important lors des cérémonies de la cour et appartient à la classe supérieure des patrikioi. Selon l'empereur Constantin VII Porphyrogénète (r. 913-959), le praipositos forme avec le prōtomagistros et l'éparque de Constantinople un conseil de régence lorsque l'empereur est absent.
Le praipositos est en outre une dignité (διὰ βραβείου ἀξία, dia brabeiou axia) aulique créée au VIIe ou au  VIIIe siècle et réservée aux eunuques. Selon le Klētorologion de Philothée (899), son rang est inférieur à celui du patrikios et supérieur à celui du prōtospatharios ; ses insignia (brabeion) sont des tablettes d'ivoire. Le titre est attesté pour la dernière fois en 1087.